# William Montague Browne
William Montague Browne (Contea di Mayo, 7 luglio 1823 – Athens, 28 aprile 1883) è stato un politico e militare statunitense.

## Biografia
Browne nacque il 7 giugno 1823 nella Contea di Mayo in Irlanda, figlio di D. Geoffrey Browne. Da giovane si trasferì a New York a causa della Grande carestia irlandese, e poi in Georgia. Combatté per gli Stati Confederati d'America durante la Guerra civile americana e divenne segretario di stato per un mese.
Si sposò nel 1853 con Eliza Jane Beket.